# Theristus (P.) scanicus
Theristus (P.) scanicus är en rundmaskart. Theristus (P.) scanicus ingår i släktet Theristus, och familjen Monhysteridae. Arten är reproducerande i Sverige.